# Beylagan
Beylagan (azerbajdzjanska: Beyləqan) är en distriktshuvudort i Azerbajdzjan.   Den ligger i distriktet Bejläqan, i den centrala delen av landet, 210 kilometer väster om huvudstaden Baku. Beylagan ligger 58 meter över havet och antalet invånare är 15 599.
Terrängen runt Beylagan är platt. Beylagan är det största samhället i trakten.
Trakten runt Beylagan består till största delen av jordbruksmark. Runt Beylagan är det ganska tätbefolkat, med 70 invånare per kvadratkilometer.